# Daphne Spain
Daphne Spain es una académica estadounidense quién estudia planificación urbana y medioambiental. Es profesora James  M. Page en el Departamento de Planificación Urbana y Medioambiental en la Universidad de Virginia. Spain estuvo galardonada por la Cátedra de enseñanza distinguida Cavalier en 2013. Se convirtió en becaria visitando una Fundación Russell Sage en 1995. 

## Formación
Spain recibió su B.A. en sociología de la Universidad de Carolina del Norte en Chapel Hill en 1972, seguido por un M.A. y Ph.D. de la Universidad de Massachusetts, Amherst en 1974 y 1977 respectivamente. En 1995  forma parte de la Editorial de la Revista de Planeación de Educación y Búsqueda, y en 2002 forma parte de la Revista de la Asociación de Planificación americana. 

## Libros
- Feminismo constructivo: espacios de mujeres y derechos de las mujeres en la ciudad americana (2016)
- Cómo las mujeres salvaron la ciudad (2000)
- Acto de equilibrio: maternidad, matrimonio y empleo entre las mujeres estadounidenses (1996)
- Espacios de generó (1992)
- Mujeres estadounidenses en transición (1986)
- Mujeres estadounidenses: tres décadas de cambio (1983)